# Molophilus (Molophilus) costalis
Molophilus (Molophilus) costalis is een tweevleugelige uit de familie steltmuggen (Limoniidae). De soort komt voor in het Oriëntaals gebied.